# IC 448
IC 448 ist ein Reflexionsnebel im Sternbild Monoceros südlich des Himmelsäquators. Das Objekt wurde am 29. Januar 1891 vom deutschen Astronomen Max Wolf entdeckt.